# Lijst van voetbalinterlands Algerije - Kenia (vrouwen)
Deze lijst van voetbalinterlands is een overzicht van alle officiële voetbalinterlands tussen de nationale vrouwenteams van Algerije en Kenia. De landen hebben tot nu toe twee keer tegen elkaar gespeeld. 

## Wedstrijden
| № | Plaats   | Datum         | Competitie                                | Wedstrijd        | Uitslag |
| - | -------- | ------------- | ----------------------------------------- | ---------------- | ------- |
| 1 | Algiers  | 8 april 2016  | Afrikaans kampioenschap 2016 kwalificatie | Algerije − Kenia | 2 − 2   |
| 2 | Kasarani | 12 april 2016 | Afrikaans kampioenschap 2016 kwalificatie | Kenia − Algerije | 1 − 1   |

## Samenvatting
| Competitie                           | Totaal gespeeld | Winst Algerije | Gelijk | Winst Kenia | Doelsaldo Algerije – Kenia |
| ------------------------------------ | --------------- | -------------- | ------ | ----------- | -------------------------- |
| Afrikaans kampioenschap kwalificatie | 2               | 0              | 2      | 0           | 3 − 3                      |
| Totaal                               | 2               | 0              | 2      | 0           | 3 − 3                      |